# Elena Giurcă
Elena Giurcă, född den 11 januari 1946 i Bukarest, död september 2013, var en rumänsk roddare.
Hon tog OS-brons i scullerfyra i samband med de olympiska roddtävlingarna 1976 i Montréal.